# Olesja Derev"jančenko
Olesja Volodymyrivna Derev"jančenko (in ucraino Олеся Володимирівна Дерев'янченко?; 13 marzo 2002) è una nuotatrice artistica ucraina.

## Palmarès
- Mondiali

Budapest 2022: oro nell'highlight, nel libero combinato e argento nella gara a squadre programma libero
- Europei

Budapest 2020: oro nel libero combinato
Roma 2022: oro nel libero combinato, nella gara a squadre (programma tecnico e libero) e nell'highlight.
- Giochi europei

Cracovia 2023: argento nel programma libero combinato